# Стадион Халадаш шпорткомплексум
Стадион Халадаш шпорткомплексум (мађ. Haladás Sportkomplexum), је стадион у Сомбатхељу, Мађарска. Стадион отворен 2017. године, са капацитетом од 8.903 места, служи као домаћи терен ФК Сомбатхељу. Овај нови стадион је заменио стари Стадион Рохонци ут

## Историјат клуба
Стадион је отворен 8. новембра 2017. године. Први одиграна утакмица је била између ФК Сомбатхеља и НК Осијек. Сомбатхељ је победио са 3:1. Први гол је постигао Харис Хајрадимовић у 7. минуту утакмице.

## Галерија
- Екстериор
- План шпорткомплекса (август 2016)
- Трибине у изградњиThe stand under construction (август 2016)
- Макета стадиона
- Макета стадиона